# Paola Ojetti
Paola Ojetti (Florencia, 7 de noviembre de 1911–Ibidem, 31 de agosto de 1978) fue una guionista, traductora y crítica de cine italiana.

## Biografía
Hija de Ugo Ojetti, se mudó a Roma y empezó a colaborar en 1938 con la revista Film dirigida por Mino Doletti, en la cual tuvo una columna de crítica cinematográfica. Fue muy abundante su actividad como guionista y adaptadora de diálogos italianos en películas extranjeras; en 1943 colaboró en más de veinte películas y alcanzó su punto más álgido en sus inicios, en Nadie vuelve atrás, dirigido por Alessandro Blasetti y en Art. 519 código penal de Leonardo Cortese. Cesó su carrera con un original televisivo dirigido en 1967 por Vittorio Cottafavi.
Sobre todo es recordada por su trabajo como traductora, tarea que empezó desde muy joven con versiones del francés y del inglés de diálogos cinematográficos. En la década de 1930, Paola Ojetti participó en prestigiosos proyectos de puesta en escena teatral y ópera como traductora y adaptadora de texto: colaboró con grandes maestros, como Victor de Sabata, Ildebrando Pizzetti y Benjamin Britten. Desde la inmediata posguerra y hasta su muerte en 1978, primero para Mondadori, luego para Feltrinelli, tradujo importantes obras de William Shakespeare, Alexandre Dumas, George Bernard Shaw, William Faulkner, Saul Bellow, Karen Blixen y Aldous Huxley.
También conocida como Paola Ojetti Zamattio (por el apellido de su esposo), tuvo dos hijos, Andrea (que murió prematuramente en un accidente automovilístico) y Paolo Zamattio, quien hizo una sola aparición cinematográfica como un simple extra en la película Los subversivos de los hermanos Taviani en 1967. Tras la muerte de su madre en 1970, regresó a Florencia de forma permanente (en Via de 'Bardi, cerca del Ponte Vecchio) donde permaneció hasta su muerte a los sesenta y nueve años. El año anterior hizo una aparición (un simple cameo como actriz) en la película dirigida por Lina Wertmüller, El fin del mundo en nuestra cama habitual en una noche lluviosa. Después de su muerte, la colección de su biblioteca fue donada junto con la de su padre al Gabinetto Vieusseux en su ciudad natal.

## Obras literarias

### Traducciones[5]
- Pierre Barillet y Jean Pierre Gredy, El don de Adele, cuatro aptos brillantes, s.n., Roma 1952?
- Saul Bellow,
  - El último análisis, Comedia en dos aptos, Feltrinelli, Milán 1966
  - Despedida a casa amarilla, cuente, Feltrinelli, Milán 1978
- Karen Blixen,
  - Últimos cuente, Feltrinelli, Milán 1962
  - Capricci del destino, cuente, Feltrinelli, Milán 1966
- Benjamin Britten, Ensueño de una noche de verano: Obra, trad. Paola Ojetti; texto: Benjamin Britten y Peter Pears, Carisch, Milán
- Benjamin Constant, El general Federico, Comedia#-farsa, Ediciones Radios Italiana, S.l. s.n.
- Victor De Sabata, El mercante de #Venecia, texto: Guglielmo Shakespeare, trad. Paola Ojetti; regia Max Reinhart, DORIGO G. #Venecia
- John Dos Passos, Introducción a la Guerra civil, A. Mondadori, Milán#-Verona 1947
- Alexandre Dumas (hijo) La señora de las camelie, Rizzoli, Milán 1950
- Eso es la historia vieja y verdadera de Rumpelstiltskin, o Que importancia tiene un nombre?, extraída por la novel de Grimm y de otras versiones para la música de Francis Collinson, sobre texto de Francis Dillon, traducción italiana de Paola Ojetti, 194.?
- William Faulkner, Santuario, Única traducción autorizada por la Inglesa de Paola Ojetti Zamattio con ocho ilustraciones de Renato Guttuso, A. Mondadori, Milán#-Verona 1946
- Bamber Gascoigne, El teatro en el mundo, historia ilustrada, ERAS, Turín 1971
- Aldous Huxley, La cadena del pasado, A. Mondadori, Milán 1950
- Archibald MacLeish, J. B., Bompiani, Milán 1960
- Ford Madox Ford, Algunos, no, No más paradas, Feltrinelli, Milán 1963
- Seton Margrave, Como se escribe una película, traducción [de la inglesa] de Paola Ojetti, presentación de G. V. Sampieri; prefacio de Alessandro Korda, comentario de René Clair, Bompiani, Milán 1939
- Pierre de Marivaux, El juego del amor y del azar, Las falsas confianzas, La prueba, Rizzoli, Milán 1963
- Molière, El colegio de las esposas y La crítica al colegio de las esposas Rizzoli, Milán 1951
- Charles Morgan, En travesía, con ocho ilustraciones de Carlos Torrigiani, A. Mondadori, Milán 1951
- John Cecil Moore, Aguas subterráneas, Feltrinelli, Milán 1967
- Iris Origo,
  - Guerra en Valle de Orcia, prefacio de Piero Calamandrei, Vallecchi, Firenze 1968, *Leopardos, Rizzoli, Milán 1974
- Peter Shaffer, Equus, traducción de Paola Ojetti y Marco Sciaccaluga, regia de Marco Sciaccaluga, Italia: s.n., 19..
- William Shakespeare, 
  - Romeo y Giulietta, versión italiana de Paola Ojetti: adaptación en dos tiempos de Conduzco Salvini, regia de Conduzco Salvini, Italia: s.n., 19.
  - Ensueño de una noche de verano, comedia, reducción teatral de Max Reinhardt; traducción italiana de Paola Ojetti, Y. Ariani, Florencia, 1933
  - El mercader de Venecia, adaptación teatral de Max Reinhardt; traducción italiana de Paola Ojetti, con los tipos de Carlos Ferrari, Venecia, 1934
  - Como os garba (as you like it), traducción italiana de Paola Ojetti; intermezzi y comente musicales de Ildebrando Pizzetti  Teatro Comunal, Firenze1938
  - Otelo, el moro de Venecia, Rizzoli, Milán, 1949
  - Romeo y Julieta, Rizzoli, Milán 1949.[6]
  - Rosalinda, o Como gustéis, versión de Paola Ojetti, versos y canciones de Marco Visconti, regia de Luchino Visconti, escenas y costumi de Salvador Dalì, Roma: Teatro Eliseo, 1949 (Roma : Italgraf)
  - Como gustéis, Rizzoli, Milán 1950
  - El mercader de Venecia, Rizzoli, Milán 1950
  - Ensueño de una noche de verano, Rizzoli, Milán 1950
  - Tragedias, Herreras, Milán 1968
- George Bernard Shaw,
  - Hombre y superhombre, comedia en 4 aptos, traducción de Paola Ojetti; reducción de Paolo Giuranna, Paola Ojetti y Luigi Squarzina, regia de Luigi Squarzina, Italia s.n., 19..
  - Teatro en treinta menudos: Idillio villereccio, reducción radiofónica de Clara Serino, S.l. : s.n., 195.
  - Androclo y el león, un prólogo y dos aptos, A. Mondadori, Milán 1952
  - Las cuatro comedias gradevoli, A. Mondadori, Milán 1955 (Las armas y el hombre (arms and the Man) #- Cándida. (Cándida) #- El hombre del destino. (The Man of destiny) #- No se sabe Nunca, You never Can tell))
  - Cesare y Cleopatra, regia de #Franco Enriquez, S.l. Rai, 1956
  - El juicio universal, I eres de Calais, La multimillonaria, A. Mondadori, Milán 1956
  - Las tres comedias desagradables, A. Mondadori, Milán 1956
  - La otra isla de John Bull, A. Mondadori, Milán 1957
  - Beatrice Estrella Campbell, Carteggio sentimental, a cura de Alan Dent, A Mondadori, Milán 1957
  - Santa Giovanna, A. Mondadori, Milán 1957
  - Hombre y superhombre, A. Mondadori, Milán 1957
  - El mayor Barbara, Como él mintió al marido de ella, A. Mondadori, Milán 1958
  - El dilema del doctor, Mondadori, Milán 1959
  - El emperador de Ámsterdam, El decorado O'Flaherty, Idillio villereccio, A. Mondadori, Milán 1959
  - Demasiado verdadero para ser bonito, Sobre los escollos, A. Mondadori, Milán 1959
  - Ginevra, Un sprazzo de realidad, Perche ella no quiso,A. Mondadori, Milán 1960
  - Volvamos a Matusalemme, A. Mondadori, Milán 1960
  - Bernard Shaw, prefacio de Ruggero Jacobbi, UTET, Turín 1966
- Richard Brinsley Sheridan,  El colegio de la maldicenza, Rizzoli, Milán 1957
- Tom Stoppard, Rosencrantz y Guildenstern han muerto (Rosencrantz y Guildenstern are dead), traducción de Paola Ojetti, regia de Franco Enriquez, Nápoles: s.n., 19..
- Thomas Sigismund Stribling, I roghi de la Alabama, Mondadori, Milán 1955
- Oscar Wilde,
  - La importancia de ser honesto, Rizzoli, Milán 1952
  - Teatro, a cura de Cesare Padovani; traducciones de Corrado Lutri, Paola Ojetti, Domenico Porzio, Club de los editores, Milán 1971
- Tennessee Williams, Una letra de amor de Lord Byron, Obra en una acta, música de Raffaello De Banfield, versión rítmica de la inglesa de Paola Ojetti, G. Acuerde & C., New York 1955,
- Angus Wilson, Para juego pero sobre el serio, Club de los editores, Milán 1970

### Otras
- Música de Claudio, ilustrada con 10 dibujos de Giorgio Tabet, R. Bemporad y F., Florencia 1938

- Ninguno vuelve atrás de Alessandro Blasetti (1943)
- Vivir todavía de Nino Giannini y Leo Longanesi (1943)
- Hecho de crónica de Piero Bailarínes (1944)
- La señora está #hacer falta de Nino Giannini (1944)
- Treinta años de servicio de Mario Baffico (1945)
- La última cena de Luigi Giachino (1949)
- La mano de la muerta de Carlos Campogalliani (1949)
- Suceden Demonio, regia de Carlos Borghesio (1949)
- Mañana es demasiado tarde de Léonide Moguy (1950)
- Amor y sangre (Schatten uber Neapel) de Marino Girolami y Hans Wolff (1951) adaptación dialogue versión italiana
- Art. 519 código penal de Leonardo Cortese (1952)
- Plumas negras de Oreste Biancoli (1952)
- Pasión de Max Calandri (1953)
- Martin Toccaferro de Leonardo De Mitri (1953)
- Trieste, cántico de amor de Max Calandri (1954)
- Rigoletto y su tragedia de Flavio Calzavara (1954)
- Legado de sangre de Max Calandri (1956)
- Amantes sin pecado de Mario Baffico (1957)
- El verde edad de Bruno Jori (1957)
- El delito no paga (Las crime paie pas) de Gérard Oury (1961) adaptación dialogue versión italiana
- El tiranno de Siracusa de Curtis Bernhardt (1962)
- El proceso de Santa Teresa del niño Jesús de Vittorio Cottafavi, original televisivo (1967)
- El fin del mundo en el nuestro usual cama en una noche llena de lluvia de Lina Wertmüller (1977) actriz